# Benseler (Unternehmen)

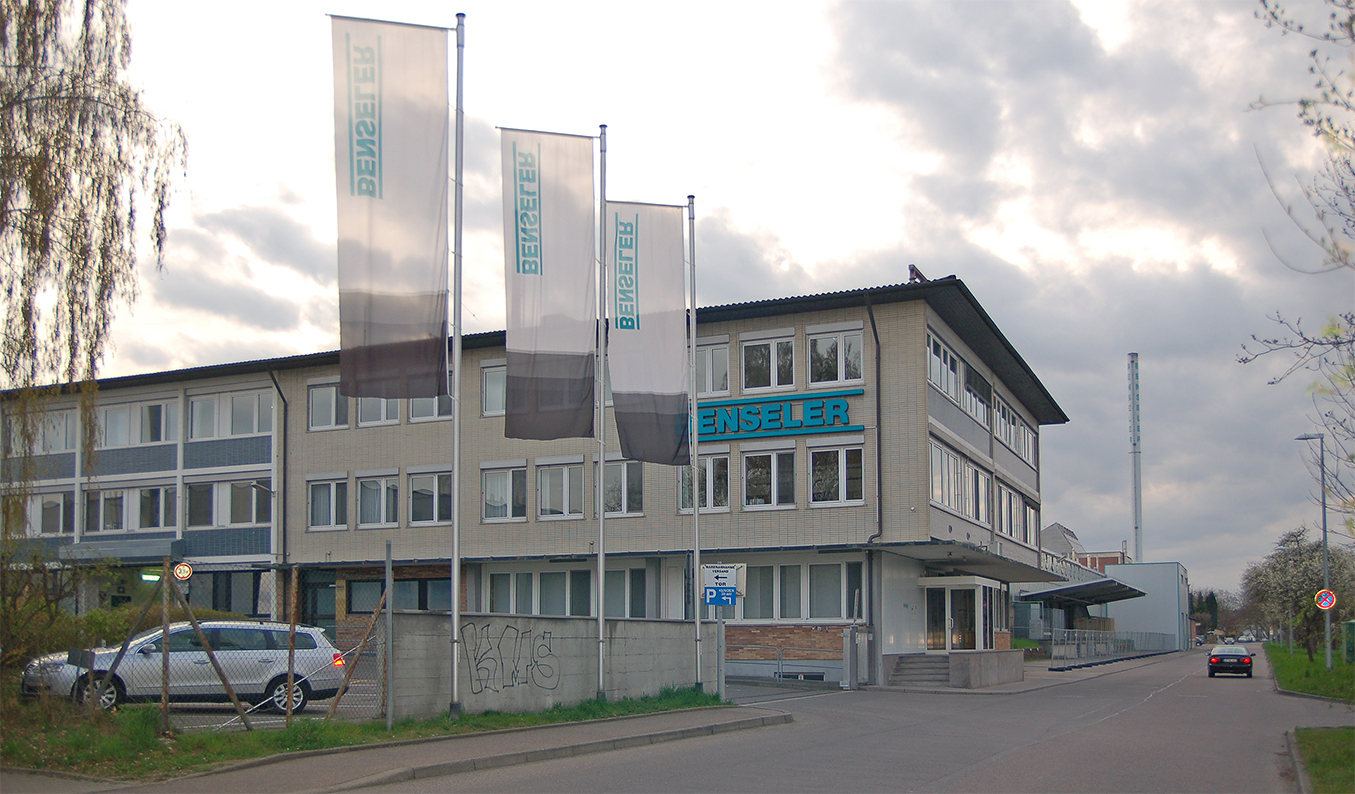
Hauptsitz in Markgröningen, Zeppelinstraße

Die Benseler GmbH & Co. KG ist ein Familienunternehmen mit Hauptsitz in Markgröningen in Baden-Württemberg. Die Benseler-Firmengruppe besteht aus den zwei Geschäftsbereichen Coatings und Entgratungen, 2018 ist sie zudem in die additive Fertigung im metallischen Bereich eingestiegen. Für die Automobilindustrie und weitere Branchen beschichtet, lackiert, entgratet oder reinigt das Unternehmen Kunststoff- und Metalloberflächen.

## Geschichte
Das Unternehmen wurde 1961 von Manfred Benseler in Markgröningen-Talhausen gegründet und zog 1978 nach Markgröningen um. 1983 stieg Manfred Werner (bis 2008) als geschäftsführender Gesellschafter in das Unternehmen ein, 2003 auch seine Tochter Birgit Werner-Walz. 2008 schied Manfred Werner aus der Geschäftsführung aus, die Unternehmensanteile wurden auf die nächste Generation übertragen. 2016 hat die Unternehmensgruppe ihre Geschäftsführung um Mathias Mühleisen und Thomas Müller erweitert.

## Standorte
Am Firmensitz in Markgröningen lag das Hauptgeschäft zu Beginn in den Bereichen Beschichten und Entgraten. Heute liegt der Schwerpunkt an diesem Standort auf der Zinklamellenbeschichtung von Schüttgut und Gestellware. Bei dieser Technologie gehört Benseler zu den Pionieren in Deutschland.
Mit Eröffnung des Werks in Marbach am Neckar im Jahr 1990 wurde der Bereich für thermisches Entgraten dorthin verlagert. Zusätzlich sind dort heute Anlagen für die elektrochemische Metallbearbeitung und Hochdruckwasserstrahl-Entgraten untergebracht. Dieser Benseler-Standort ist außerdem für die industrielle Teilereinigung bekannt.
Seit 1993 gehört die Techno Color Oberflächenveredelung, ein Beschichter von Kunststoffteilen für die Motorrad- und Automobilindustrie, im niederbayrischen Bogen zur Unternehmensgruppe. Am 1. September 2012 erfolgte die Umfirmierung zur Benseler Beschichtungen Bayern GmbH & Co. KG. Dort bietet die Benseler-Firmengruppe die Nasslackierung für kleinere Bauteile und Sonderbeschichtungen im PVD-Verfahren an. 2016 erweiterte das Unternehmen den Standort um ein zweites Werk und eine Anlage für die Kathodische Tauchlackierung (KTL) von Karosseriebau- und Kfz-Strukturteilen.
In Frankenberg (Sachsen) entstanden seit 1994 für die Benseler Beschichtungen Sachsen GmbH & Co. KG und die Benseler Sachsen GmbH & Co. KG eine Anlage zur Pulverbeschichtung, Anlagen zur Nasslackierung, zur kathodischen Tauchlackierung sowie 2001 zur Entgratung. Der Bereich Coating ist auf die Beschichtung von Komponenten aus Aluminium und Stahl spezialisiert; der Bereich Entgraten umfasst neben der elektrochemischen Metallbearbeitung unter anderem auch Chemisches Badentgraten sowie Kryogenes Entgraten.
2004 baute Benseler in Kornwestheim eine Fertigungsstätte zur kathodischen Tauchlackierung und elektrostatischen Pulverbeschichtung vor allem von Leichtmetallkomponenten aus Magnesium und Aluminium. Seit 2018 betreibt das Unternehmen hier eine eigenentwickelte 3D-Laservorreinigung zur Vorbereitung von Fahrzeugteilen mit komplexen Geometrien für den Beschichtungsprozess.
Im Jahr 2006 kam die Entgratungsanlage in Hattingen dazu. Dort bietet Benseler heute dasselbe Portfolio wie am Standort Marbach an.
2017 hat die Firmengruppe den neuen Standort in Lüdenscheid eröffnet, wo sie mit ihrer Tochter Benseler Oberflächentechnik NRW GmbH & Co. KG Korrosionsschutz für Gewindeteile anbietet. Grundlage für das neue Werk war die Übernahme der Anteile der Vossloh AG an der BV Oberflächentechnik GmbH & Co. KG (BVO) in Werdohl durch die Benseler-Firmengruppe am 30. Oktober 2015. Bis dahin waren beide Unternehmen mit jeweils 50 Prozent an der BVO beteiligt. Mit der Vertragsunterzeichnung wurde auch der Umzug des Werks vom ursprünglichen Standort in die Nachbarschaft besiegelt. Der Neubau am Standort Lüdenscheid-Wibschla wurde 2018 mit dem German Design Award ausgezeichnet.
2018 ist die Benseler-Firmengruppe in die additive Fertigung im metallischen Bereich eingestiegen: Gemeinsam mit der in Kirchheim unter Teck ansässigen Firma 3D-Laser hat das Unternehmen die 3D Laser BW GmbH & Co. KG gegründet.
Mit Wirkung zum 1. Januar 2019 hat die Benseler-Firmengruppe die LISI Automotive BETEO GmbH & Co. KG, Gummersbach, übernommen. Damit erweitert das Unternehmen sein Portfolio im Bereich der Zinklamellen-Verfahren und Schraubensicherungen.
2019 gründet die Benseler-Firmengruppe die Benseler Mexiko S. de R.L. de C.V. Sitz des Tochterunternehmens ist Querétaro im gleichnamigen mexikanischen Bundesstaat.
2021 hat die Unternehmensgruppe ihre neue Tochter Benseler Polska Sp. z o.o. mit Sitz in Strzelce Opolskie gegründet. Dort werden Aufträge für die thermische Entgratung (TEM) und die industrielle Teilereinigung für in Polen ansässige Kunden aus dem Automotive- und Non-Automotive-Bereich bearbeitet.
Darüber hinaus besitzt Benseler Beteiligungen in Thörigen (Schweiz) und in Říčany (Tschechien).

## Kooperationen
Theo-Lorch-Werkstätten
Die Benseler-Firmengruppe kooperiert seit über 15 Jahren (Stand 2020) mit den Theo-Lorch-Werkstätten. Dafür bietet sie etwa an den Standorten Kornwestheim und Marbach betriebsintegrierte Arbeitsgruppen und einzelne betriebsintegrierte Arbeitsplätze an.
Cleaning Excellence Center (CEC)
Die Benseler Entgratungen GmbH in Marbach gehört zu den Gründungsmitgliedern des 2011 gegründeten Cleaning Excellence Centers (CEC) in Leonberg, Baden-Württemberg, einem Kompetenznetzwerk für industrielle Bauteil- und Oberflächenreinigung. Die Benseler-Firmengruppe bietet an ihren Standorten Marbach und Frankenberg die industrielle Bauteilreinigung nach VDA 19 an.
Netzwerk Inprec-Tec
Seit November 2016 ist die Benseler Entgratungen GmbH & Co. KG in Marbach Partner des Kooperationsnetzwerks Inprec-Tec. Dort arbeiten Vertreter aus Industrie und Forschung gemeinsam an Projekten im Bereich der PECM-Technologie.
Deutschlandstipendium
Seit dem Sommersemester 2011 unterstützen die Technische Universität Chemnitz und die Hochschule Mittweida „herausragende Studierende mit besonderen Leistungen“ mit dem sogenannten Deutschlandstipendium. Das Stipendium wird je zur Hälfte von Förderern und dem Bund getragen. Die Benseler-Firmengruppe gehört an beiden Hochschulen zu den Förderern der ersten Stunde, ihr Förderschwerpunkt liegt auf dem Bereich Maschinenbau.

## Ausbildung
Die Benseler-Firmengruppe ist Ausbildungsbetrieb und bietet an seinen Standorten u. a. Berufsausbildungen zu Elektroniker/-in, Fahrzeuglackierer/-in, Mechatroniker/-in, Industriekaufmann/-kauffrau, Industriemechaniker/-in Fachrichtung Betriebstechnik sowie Verfahrensmechaniker/-in für Beschichtungstechnik an. Außerdem bietet das Unternehmen in Kooperation mit der Dualen Hochschule (DHBW) den Bachelor of Engineering an.